# Пицунда (национальный заповедник)
Пицунда — национальный заповедник, расположен в Абхазии, Гагрском районе, Пицундском мысу на побережье Чёрного моря. Основан в 1926 году, общая площадь составляет 164,7 га. Лесом покрыто — 123 га, из которых 70 га покрыто реликтовой пицундской сосной; кроме сосны присутствует дуб, ясень, липа и др.
Заповедник пицундской сосны имеет мировое значение. Этот вид относится к третичному периоду и является последней в крымо-кавказской флоре.
Проводятся научно-исследовательские мероприятия по охране и размножению.
В северо-восточной части заповедника сосну сменяет самшит (отдельные экземпляры — до 10 м.).

## Фауна
В заповеднике обитают: кабаны, косули, фазаны, куницы и др.